# Абела
Абе́ла (порт. Abela) — парафія в Португалії, входить до округу Сетубал. Є складовою частиною муніципалітету Сантьяґу-ду-Касень. За старим адміністративним поділом входив до провінції Байша-Алентежу. Входить до економіко-статистичного субрегіону Алентежу-Літорал, який входить до Алентежу. Населення становить 1107 осіб на 2001 рік. Займає площу 137,58 км².
| Португалія | Це незавершена стаття з географії Португалії. Ви можете допомогти проєкту, виправивши або дописавши її. |